# Zanguichali
Zanguichali est un village de la région d'Agdam en Azerbaïdjan.

## Économie
La principale occupation de la population est l'élevage, le tissage et l'agriculture.

## Géographie
Le village de Zanguichali de la région d'Agdam est situé dans la circonscription territoriale administrative Zanguichali.